# Comprensorio
En la región italiana del Trentino-Alto Adigio, por comprensorio o comunità comprensoriale (en alemán Bezirksgemeinschaft) se entiende una unidad administrativa situada entre la Provincia Autónoma y la Comuna (Comune). A grandes rasgos, equivaldrían a lo que conocemos por comarcas o distritos.
En la región italiana de Trentino Alto-Adigio, los comprensorios son entes que administran algunos servicios, entre los cuales podemos citar: calles, infraestructuras e instalaciones comunales, servicios sanitarios y sociales. Están regidos por una Giunta Comprensoriale (Bezirksausschuss, en alemán), presidida por un Presidente Comprensoriale (Bezirkspräsident), ambos elegidos por el Consiglio Comprensoriale (Bezirksrat), cuyos miembros a su vez son elegidos por los municipios: cada municipio elige sus representantes, según un complejo sistema proporcional que también contempla la representación de las minorías, ya sean étnicas o políticas. Los comprensorios del Alto-Adigio (o comunità comprensoriali, Bezirksgemeinschaft) son ocho (la ciudad de Bolzano constituye un comprensorio por sí sola, y tiene por tanto una estructura diferente).
En los consigli comprensoriali el número de miembros varía según los habitantes del comprensorio.  
Es tarea de las Comunità Comprensoriali la coordinación de los municipios en lo concerniente a la cultura, economía, ecología. Además de esto, la provincia de Bolzano ha delegado las tareas de servicios sociales y ambiente a las comunità comprensoriali.  
En el Trentino, los comprensorios son 11 (y por ello, más pequeños que los del Alto-Adigio). En el caso del Trentino, en aplicación de una reforma institucional, fue decidido que los 11 comprensorios actuales fueran reemplazados por 16 "comunità di valle" (comunidades de valle). Estas últimas serán operativas en 2006.

## Lista de comprensorios del Trentino
| Comprensorio                | Capital           | Área      | Población |
| --------------------------- | ----------------- | --------- | --------- |
| C1 Valle di Fiemme          | Cavalese          | 415 km²   | 18.990    |
| C2 Primiero                 | Fiera di Primiero | 413km²    | 9.959     |
| C3 Bassa Valsugana e Tesino | Borgo Valsugana   | 578 km²   | 26.167    |
| C4 Alta Valsugana           | Pergine Valsugana | 394 km²   | 48.342    |
| C5 Valle dell'Adige         | Trento            | 656 km²   | 166.394   |
| C6 Valle di Non             | Cles              | 596 km²   | 37.832    |
| C7 Valle di Sole            | Malè              | 609 km²   | 15.235    |
| C8 Valli Giudicarie         | Tione             | 1.176 km² | 36.282    |
| C9 Alto Garda e Ledro       | Riva del Garda    | 353 km²   | 44.288    |
| C10 Vallagarina             | Rovereto          | 694 km²   | 84.781    |
| C11 Ladino di Fassa         | Vigo di Fassa     | 318 km²   | 9.276     |

## Lista de comprensorios del Alto Adigio
| Comprensorio Bezirksgemeinschaft            | Capital    | Área         | Población |
| ------------------------------------------- | ---------- | ------------ | --------- |
| Bolzano Bozen                               | Bolzano    | 52,34 km²    | 99.229    |
| Burgraviato Burggrafenamt                   | Merano     | 1.101 km²    | 88.300    |
| Oltradige-Bassa Atesina Überetsch-Unterland | Egna       | 424 km²      | 63.000    |
| Salto-Sciliar Salten-Schlern                | Bolzano    | 1.037 km²    | 44.400    |
| Valle Isarco Eisacktal                      | Bressanone | 624 km²      | 44.500    |
| Val Pusteria Pustertal                      | Brunico    | 2.071 km²    | 73.000    |
| Val Venosta Vinschgau                       | Silandro   | 1.441,68 km² | 34.307    |
| Alta Valle Isarco Wipptal                   | Vipiteno   | 650 km²      | 18.220    |

- Datos: Q854223
- Multimedia: Districts of Trentino-South Tyrol / Q854223